# Bonprix
A bonprix é uma empresa do ramo de moda feminina especializada em vendas no comércio eletrônico. Fundada em 1986, a matriz da bonprix, uma subsidiária da Otto Group, é localizada em Hamburgo, na Alemanha. No Brasil, a sede da bonprix está situada no município de Blumenau, no estado de Santa Catarina.

## História
A empresa foi fundada em 1986 por Hans-Joachim Mundt e Michael Newe. Em 1988, uma terceira pessoa, Josef Teeken, também começou a fazer parte da direção. Em 1989, a bonprix conseguiu atingir a marca de 1 milhão de marcos alemães no volume de vendas. Algumas poucas semanas após a fundação da empresa, o primeiro catálogo com 32 páginas foi lançado; os catálogos atuais abrangem mais de 200 páginas. Em 1997, a bonprix iniciava seus négocios no comércio eletrônico. Hoje em dia, mais de 50% das compras efetuadas ocorrem através da loja virtual pela internet.

## Atividade
Ao longo dos últimos anos, a bonprix se tornou uma das 10 principais empresas de comércio eletrônico na Alemanha e alcança 30 milhões de clientes em 29 países no mundo inteiro, do quais 9,5 milhões somente na Alemanha. Com um faturamento em torno de 1,4 bilhões de euros em 2015/16.
Atualmente, a loja virtual da bonprix é o canal de vendas mais importante da empresa. A linha de produtos consiste em aproximadamente 30.000 peças. Desde 1991, a bonprix segue uma estratégia de expansão de mercado, que visa abranger também outros países europeus. Atualmente, a empresa está representada em 29 países.

## Sortimento
Com o início da campanha “bonprix – it’s me” em meados de 2009, a bonprix reforça sua intenção de oferecer moda para todos, independentemente da idade, do estilo de ser ou do tamanho do manequim.